# São João do Arraial
São João do Arraial is een gemeente in de Braziliaanse deelstaat Piauí. De gemeente telt 7.440 inwoners (schatting 2009).
De gemeente grenst aan Matias Olímpio, Luzilândia, Esperantina, Campo Largo do PI en Morro do Chapéu do PI.